# María Antonieta, reina de Francia
María Antonieta, reina de Francia es una película franco-italiana, dirigida por Jean Delannoy y protagonizada por Michèle Morgan y Richard Todd. 

## Argumento
María Antonieta (Michèle Morgan), hija de la Emperatriz de Austria, viaja a Francia en 1770, para casarse con el futuro rey Luis XVI (Jacques Morel). Este es un hombre retraído que acepta el matrimonio contra su voluntad, pero con el paso del tiempo llega a enamorarse de ella después de tres años, que es cuando llegan a consumar su matrimonio.
Aburrida de su corte, María Antonieta busca amigas como Lambelle que se convierte en su verdadera amiga hasta la muerte de ambas.

## Reparto
- Michèle Morgan: María Antonieta
- Richard Todd: Conde Axel von Fersen
- Jacques Morel: Luis XVI
- Aimé Clariond: Luis XV
- Guy Tréjan: Marqués de Lafayette
- Jacques Bergerac: Luis XVIII
- Marina Berti: Condesa de Polignac
- Anne Carrère: Madame du Barry